# Platygobiopsis dispar
Platygobiopsis dispar és una espècie de peix de la família dels gòbids i de l'ordre dels perciformes.

## Morfologia
- Els mascles poden assolir 6,5 cm de longitud total.[4]

## Hàbitat
És un peix marí, de clima tropical i demersal.

## Distribució geogràfica
Es troba davant les costes centrals del Vietnam.

## Observacions
És inofensiu per als humans.